# 베르너 바인홀트
베르너 바인홀트(독일어: Werner Weinhold, 1949년 8월 8일~2024년 5월 2일)는 동독의 국가인민군 소속 군인이었으나 서독으로 탈출하는 과정에서 2명의 국경경비대를 정당하지 않게 살해한 자이다. 서독 정부는 그의 송환을 거부했고 5년반 징역형을 선고했다가 3년반으로 감형되었다. 2005년에 또 상해와 살인 미수 혐의로 기소되어 징역형을 받았다.

## 같이 보기
- 탈북 북한 주민 강제북송 사건